# Березівка (Пологівський район)
Березі́вка (до 1965 року село Фрайдорф, Єврейська колонія № 6, Вільно) — село в Україні, у Кам'янській селищній громаді Пологівського району Запорізької області. Зареєстровано 23 особи. До 2020 орган місцевого самоврядування — Новоукраїнська сільська рада.

## Географія
Село Березівка знаходиться на відстані 0,5 км від села Тернове та за 3,5 км від села Гоголівка.

## Історія

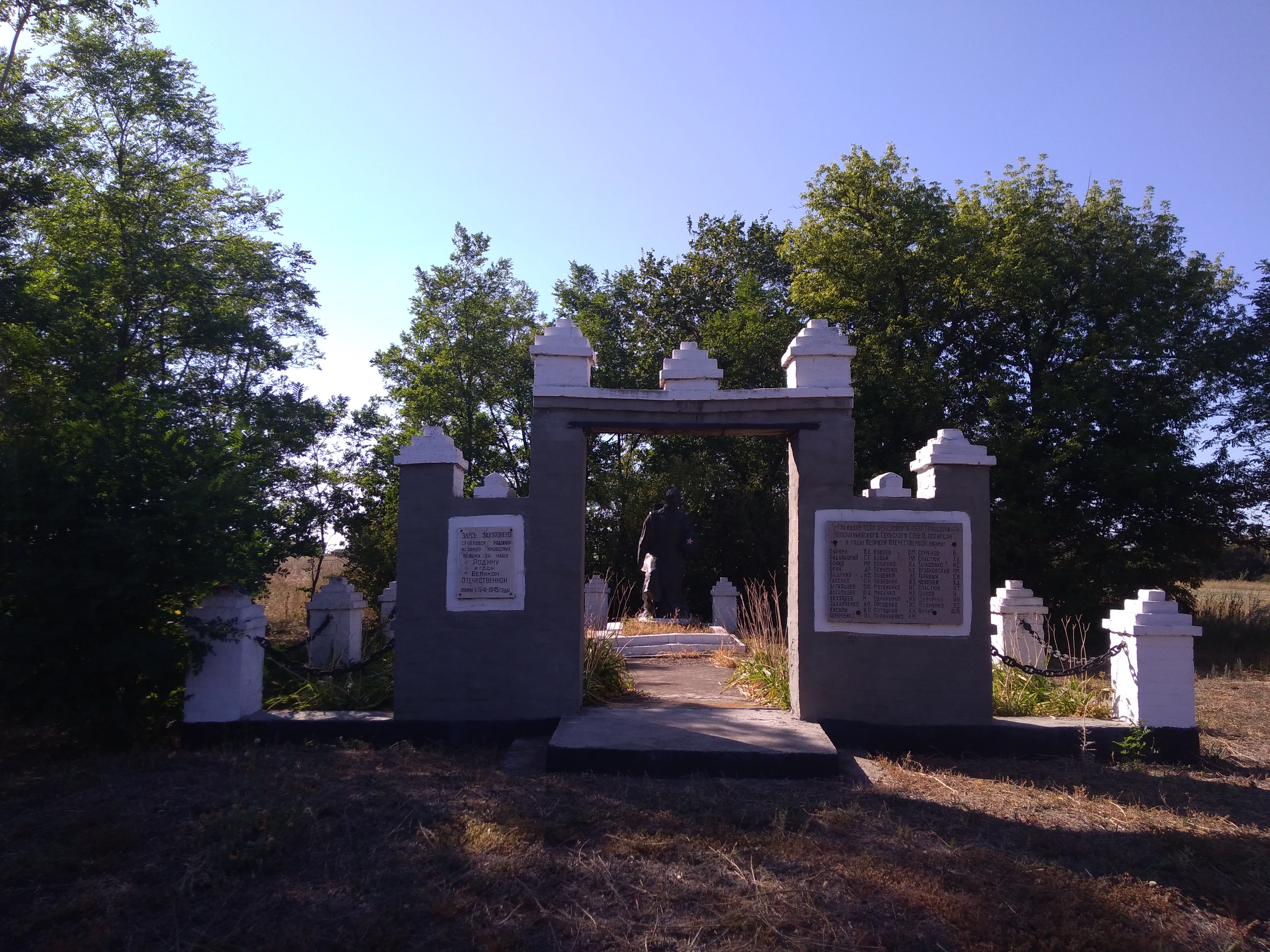

- 1926—1928 рр. — створене, як єврейська колонія Фрайдорф. «В 1926–28 рр. за підтримки ЄКТ […] були створені 25 нових поселень (Майдорф, Октябрфелд, Ратндорф, Фрайдорф, Смидовичдорф та інші), а 22 липня 1929 року був заснований Новозлатопільский єврейський національний район»[5], до якого увійшов і Фрайдорф (з 1931 р. — Фрайдорфська сільрада[6].
- 1940 — на карті РККА позначено як Єврейська колонія № 6[7] (разом з Терновим).
- 1940 — на Німецькій 3-и кілометровій військовій карті позначено як Fraudorf (разом з Терновим).
- 1941–1945 Частина єврейського населення евакуювалася, частина була знищена. У село заселилися мешканці навколишніх сіл[8].
- 1945 Після приходу радянської влади с. Фрайдорф — (нім.: frei dorf — «вільне село») — було перейменоване на с. Вільно (Вільнянська с/р) і увійшло до Куйбишевського р-ну .
- В 1965 році перейменоване на село Березівка та увійшло до новоствореної Новоукраїнської сільської ради.
- 12 червня 2020 року, відповідно до розпорядження Кабінету Міністрів України № 713-р «Про визначення адміністративних центрів та затвердження територій територіальних громад Запорізької області», увійшло до складу Більмацької селищної громади[9].
- 19 липня 2020 року, в результаті адміністративно-територіальної реформи та ліквідації  Більмацького району увійшло до складу Пологівського району[10].
- 2020 — у селі фактично проживає 1 чоловік.